# 권오석 (정치인)
권오석(權五錫, 1923년 ~ 2002년 5월 18일)은 대한민국의 정치인이다.
경기도 화성에서 태어났다.
화성군의 제6대 국회의원을 지냈다. 1990년에는 3월 22일 이희일이 사직한 제13대 신민주공화당 전국구 비례대표 자리를 승계받았다.

## 역대 선거 결과
|  | 26.05% |

|  | 47.57% |

|  | 15.8% |